# 天主教蒂武教區
天主教蒂武教區（拉丁語：Dioecesis Tibuensis）是哥倫比亞一個羅馬天主教教區，屬新潘普洛納總教區。
1964年8月1日設貝爾特蘭尼亞暨卡塔通博自治監督區，1998年12月29日升為教區並易名至今。
教區包括北桑坦德省北部六市，2006年有教友180,000人，佔轄區總人口94.7%。教區下轄十四個堂區，有二十名司鐸。現任教區主教為奧瑪爾·桑切斯·古比羅斯。